# Bolbosoma bobrovoi
Bolbosoma bobrovoi es una especie de acantocéfalo del género Bolbosoma, familia Polymorphidae. Fue descrita por Krotov & Delyamure en 1952. Se encuentra en el mar de Ojotsk.